# Флаг Хотькова
Флаг Хотько́ва — официальный символ муниципального образования «Городское поселение Хотьково» Сергиево-Посадского муниципального района Московской области Российской Федерации.
Утверждён 26 октября 2006 года и внесён в Государственный геральдический регистр Российской Федерации под номером 4462.
Составлен на основании герба городского поселения Хотьково по правилам и соответствующим традициям вексиллологии и отражает исторические, культурные, социально-экономические, национальные и иные местные традиции.

## Описание
Представляет собой прямоугольное полотнище с отношением ширины к длине 2:3, разделённое крестообразно со смещением к древку на 2 равные меньшие части — красную и голубую, в 3/10 длины полотнища, и 2 равные большие части — голубую и красную. На пересечении линий деления — изображение равноконечного креста с трилистными концами; в меньшей красной части — изображение щитка с символическим, солнечным ликом, а в меньшей голубой части — изображение жар-птицы из герба района. Все фигуры выполнены жёлтыми и оранжевыми цветами.

## Обоснование символики
Хотьково впервые упоминается в 1308 году как «Покровский монастырь в Хотькове», действующий и поныне. Место и его окрестности, где расположено городское поселение, связаны с известным проповедником Сергием Радонежским. Здесь расположено много монастырей, храмов, церквей.
Символ веры и преодоления жизненных преград — трилистный православный крест, занимает на флаге центральное место и является объединительной фигурой четверочастного флага. Четверочастное деление флага — глубоко символично. Оно подразумевает 4 стороны света, 4 времени года, 4 части суток, 4 стихии (огонь, вода, земля, воздух).
Слобода вокруг монастыря со временем разрослась, особенно после открытия в 1862 году железнодорожной станции. Затем она стала рабочим посёлком, который в 1949 году получил статус города. Город является старинным центром народных художественных промыслов и творчества. Среди них резьба и лаковые росписи по дереву. Абрамцево-кудринская резьба по дереву живёт в творчестве и современных художников, частых участников всевозможных выставок.
Благородное искусство резьбы по кости существует в Хотьково со времени организации художественно-промысловой артели «Народное искусство» в 1947 году. С гордостью тогда говорили о том, что «маленький город становится новым центром старинного промысла».
Наиболее частая тема работ хотьковских мастеров — миниатюрная анималистическая скульптура, в которой преобладают сказочные сюжеты с изображением птиц и зверей. Это образно отражено на флаге жар-птицей, персонажем многих русских сказок. Голова жар-птицы обращена назад, что аллегорически символизирует собой взгляд в прошлое, откуда произрастает самобытное мастерство современных художников. С образом жар-птицы связано представление в народе таких понятий как счастье, вечное блаженство, благополучие. Золотые райские птицы также символически указывают на жемчужину русской истории и культуры — музей-усадьбу Абрамцево, входящую в состав городского поселения.
Градообразующими предприятиями являются ЗАО «Электроизолит», ОАО «ЦНИИСМ», ОАО «НИИ ЛКП» с ОМЗ «Виктория». Основным видом производства ЗАО «Электроизолит» является выпуск электроизоляционных материалов — аллегорически отображённые на флаге щитком, символом защиты. Жёлтый щиток с изображением солнца как символа энергии аллегорически указывает на назначение материалов выпускаемых ЗАО «Электроизолит» — для электропромышленности.
Красный цвет символизирует красоту, трудолюбие, жизнеутверждающую силу, мужество.
Голубой цвет символизирует возвышенные устремления, искренность, преданность, возрождение.
Жёлтый цвет (золото) символизирует богатство, постоянство, творчество, уважение, великодушие.